# 鹿児島県道17号指宿鹿児島インター線
鹿児島県道17号指宿鹿児島インター線（かごしまけんどう17ごう いぶすきかごしまインターせん）は、鹿児島県指宿市から鹿児島市に至る県道（主要地方道）である。

## 概要
1972年（昭和47年）の路線認定時の名称は「指宿鹿児島西インター線」であった。
全線が有料道路指宿スカイラインである。ただし、起点から頴娃IC、谷山ICから中山ICまでが無料区間となっている。

### 路線データ
- 陸上距離：50.9 km
- 起点：鹿児島県指宿市池田（鹿児島県道28号岩本開聞線（鹿児島県道236号頴娃宮ケ浜線重複）交点）
- 終点：鹿児島県鹿児島市田上八丁目（国道3号交点、九州自動車道・南九州西回り自動車道 鹿児島IC）
- 旧路線名：指宿鹿児島西インター線[注釈 1][2]

## 歴史
- 1972年（昭和47年）
  - 7月7日 - 一般県道指宿鹿児島西インター線として路線認定[3][4]。
  - 8月2日 - 路線番号決定公告により路線番号が246に設定される。
- 1977年（昭和52年）4月1日 - 大迫IC - 谷山IC間が供用開始により開通。
- 1981年（昭和56年）7月24日 - 指宿鹿児島インター線に路線名変更[2]。
- 1988年（昭和63年）3月27日 - 大迫IC - 頴娃IC間無料化。
- 1988年（昭和63年）3月29日 - 鹿児島IC - 谷山IC間が供用開始につき開通。
- 1993年（平成5年）5月11日 - 建設省から、県道指宿鹿児島インター線が指宿鹿児島インター線として主要地方道に指定される[5]。

## 路線状況

### 重複区間
- 南薩縦貫道（鹿児島IC - 谷山IC間）

### 道路施設

#### トンネル
起点から
- 谷山トンネル：鹿児島市
- 滝ノ下（中山）トンネル：延長180 m、1985年（昭和60年）竣工、鹿児島市
- 山田トンネル：延長293 m、1985年（昭和60年）竣工、鹿児島市
- 広木トンネル：延長550 m、鹿児島市
- 西陵トンネル：延長650 m、1987年（昭和62年）竣工、鹿児島市

## 地理

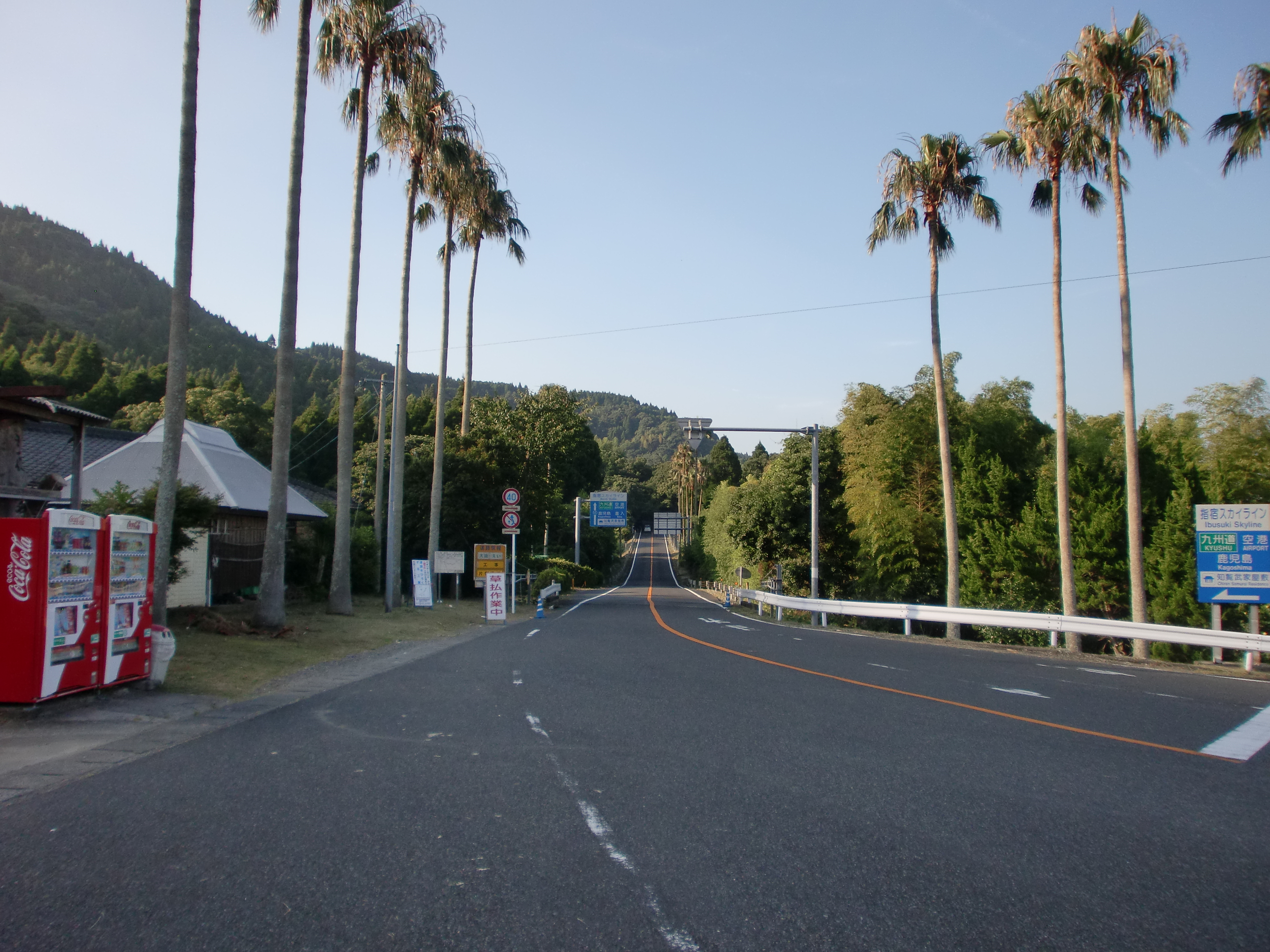
起点（指宿市池田）

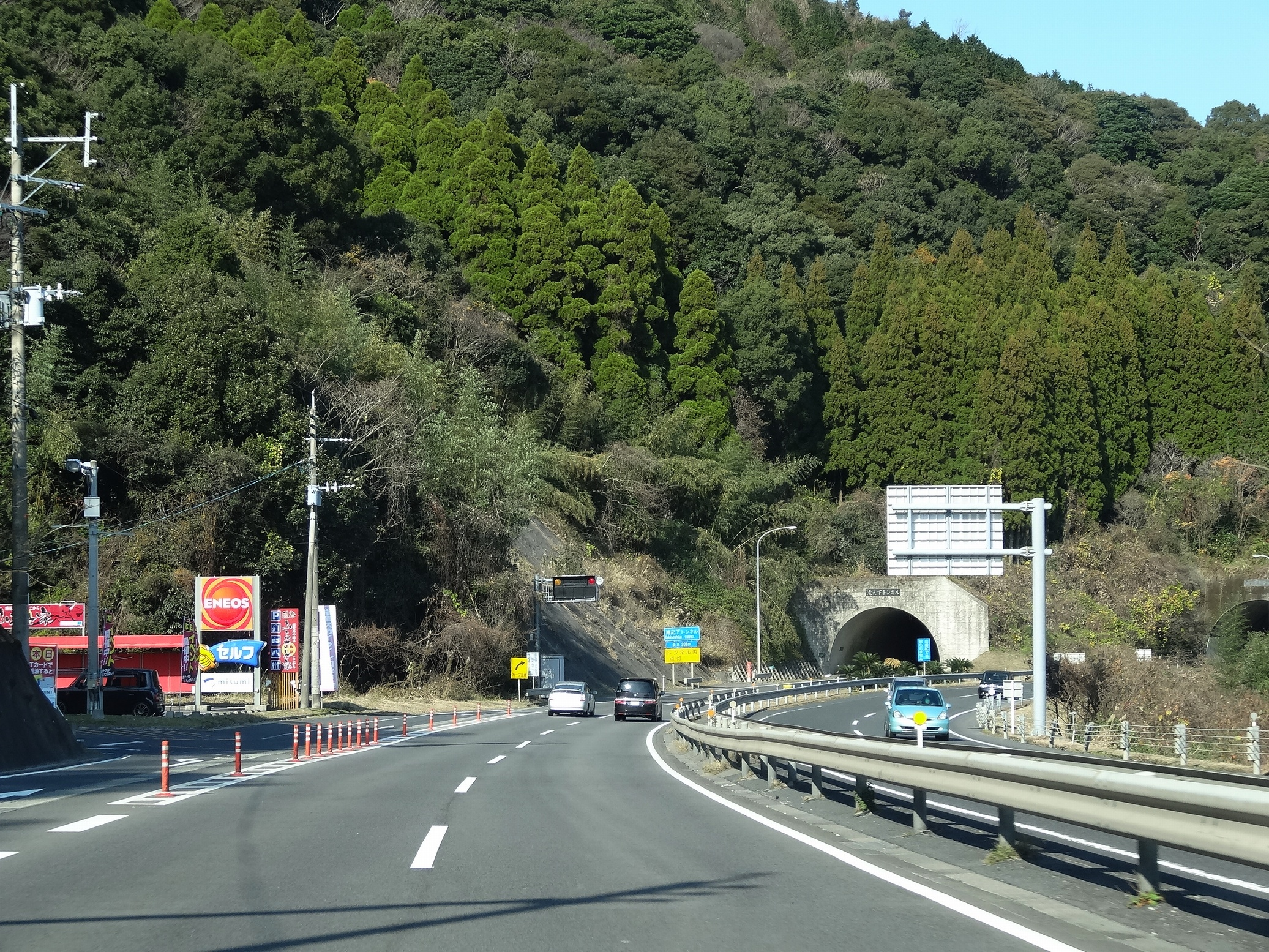
谷山IC - 中山IC間（九州道方面）

### 通過する自治体
- 指宿市
- 南九州市
- 鹿児島市

### 交差する道路
| 交差する道路                                                                         | 市町村名 | 交差する場所 | 交差する場所                      |
| ------------------------------------------------------------------------------------ | -------- | ------------ | --------------------------------- |
| 鹿児島県道28号岩本開聞線 鹿児島県道236号頴娃宮ケ浜線                                 | 指宿市   | 池田         | 起点                              |
| 鹿児島県道245号飯山喜入線                                                            | 指宿市   | 池田         |                                   |
| 鹿児島県道234号石垣喜入線                                                            | 南九州市 | 頴娃町上別府 | 指宿スカイライン頴娃交差点 頴娃IC |
| 鹿児島県道23号谷山知覧線                                                             | 南九州市 | 知覧町郡     | 知覧IC                            |
| 国道225号                                                                            | 南九州市 | 川辺町野崎   | 川辺IC                            |
| 鹿児島県道20号鹿児島加世田線                                                         | 鹿児島市 | 下福元町     | 錫山IC                            |
| 鹿児島県道20号鹿児島加世田線 鹿児島県道219号玉取迫鹿児島港線                         | 鹿児島市 | 上福元町     | 谷山IC                            |
| 鹿児島県道35号永吉入佐鹿児島線                                                       | 鹿児島市 | 山田町       | 山田IC入口交差点 山田IC           |
| E3 九州自動車道 E3A 南九州西回り自動車道 国道3号 / 鹿児島バイパス 鹿児島東西幹線道路 | 鹿児島市 | 田上八丁目   | 29 鹿児島IC                       |

### 交差する鉄道
- 鹿児島本線

### 沿線
- 鹿児島市立皇徳寺小学校
- 鹿児島市立西陵小学校